# Suka

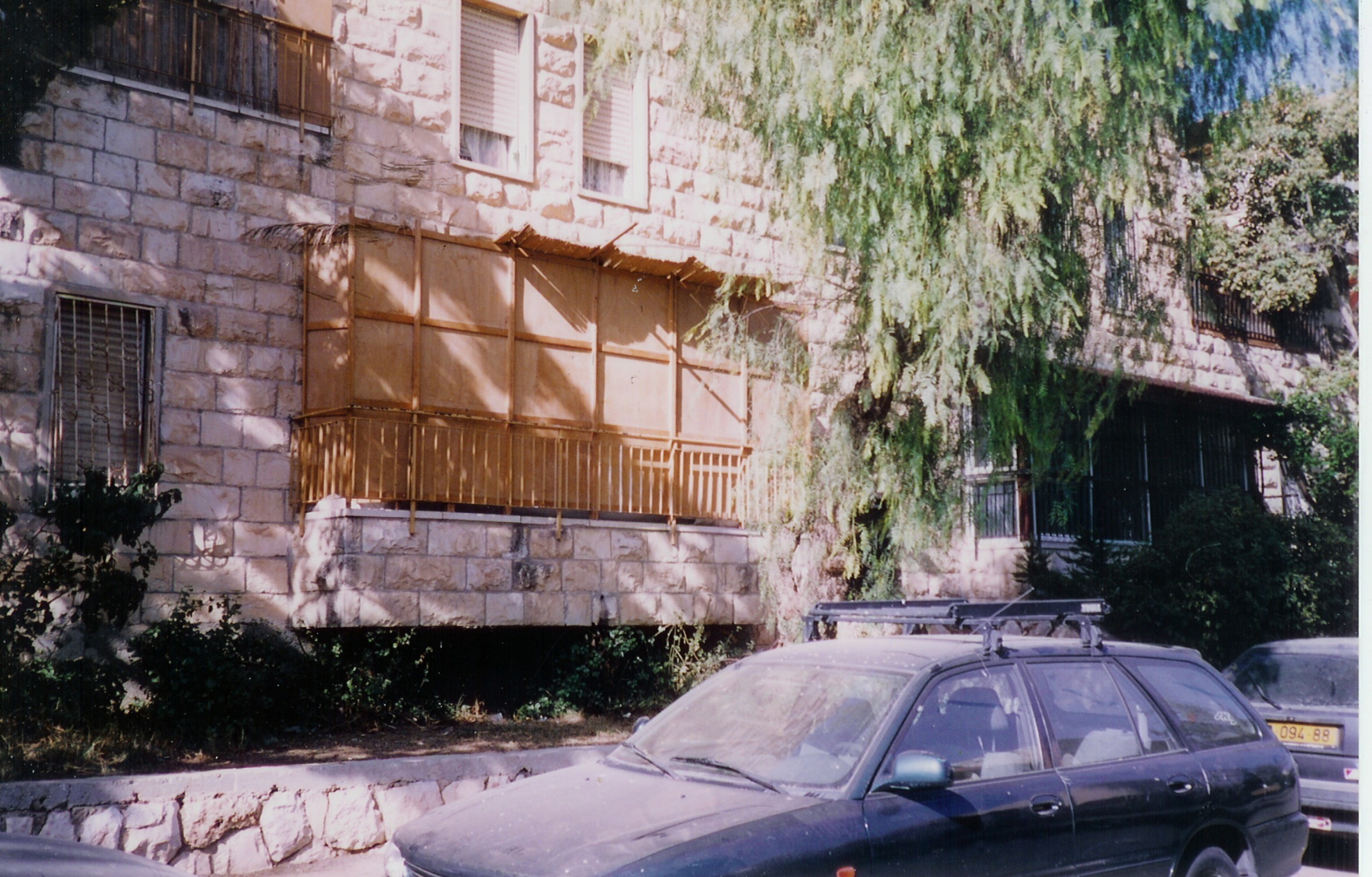
Suka na balkóně v Jeruzalémě.

Suka (hebrejsky סוכה‎, doslova „budka“, „stánek“ nebo „chýše“) je dočasné obydlí, které židé používají během svátku Sukot. Společně se čtyřmi druhy se jedná o nejdůležitější a nedílnou součást tohoto svátku. Zákony o stavbě suky a o dodržování svátku Sukot obsahuje traktát Suka v Mišně a v Talmudu. V Bibli je suka zmíněna v Leviticu:
| „                          | Sedm dní budete bydlet ve stáncích; všichni domorodci v Izraeli budou bydlet ve stáncích, aby všechny vaše pokolení věděla, že jsem přechovával Izraelce ve stáncích, když jsem je vyvedl z egyptské země. Já jsem Hospodin, váš Bůh. | “ |
| — Bible:Leviticus 23:42-43 | |   |

Podle přikázání Tóry musí všichni nábožensky plnoletí muži (po Bar micva) v suce sedět nebo pobývat. Na ženy a dívky se tato povinnost nevztahuje, ale pokud chtějí, tak mohou také v suce pobývat. Zbožní židé v suce nejen jedí, ale po dobu trvání svátku také spí. Nemocní, lidé na cestách, ženy a nezletilí jsou z plnění této micvy vyňati, i když ženy a nezletílí se běžně přidávají k mužům.

## Původ

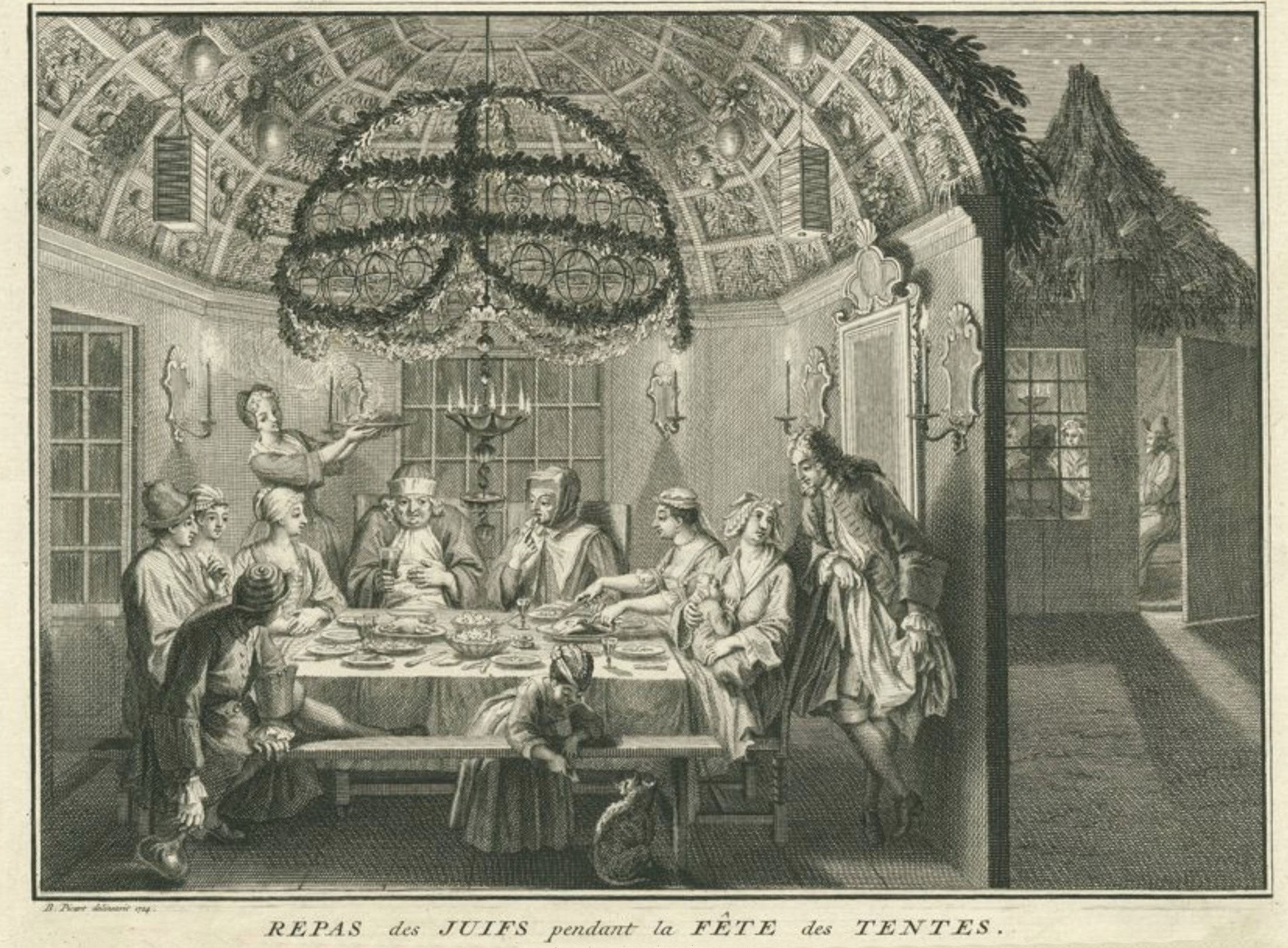
Bernard Picart, 1724: Nizozemští sefardé v suce během svátku Sukot.

Pobyt v suce připomíná biblické vyprávění o tom, jak židé putovali čtyřicet let pouští, než se usadili v Zaslíbené zemi. Suka přitom znázorňuje obtíže cesty, ale je též podobenstvím boží ochrany, která „jako oblak“ obklopovala Izrael.
Židovský filosof Maimonides tvrdil, že pobyt v suce je každoroční připomínkou skutečnosti, že snadný život mohou vystřídat horší časy.

## Stavba
Stavba Suky začíná po skončení svátku Jom kipur a povinnost pobývat v této chýši připadá na první noc svátku Sukot, kdy se odříkávají požehnání při vstupu dovnitř a při jídle (Kiduš, nad vínem, nad chlebem). O prvním večeru se též před Šehechejanu říká požehnání nad pobytem v suky (lejšev ba-suka). V diaspoře je o druhém večeru toto pořadí obrácené. V případě, že hrozí, že by radost ze splnění příkazu zkazilo špatné počasí, sní se jídlo v domě.

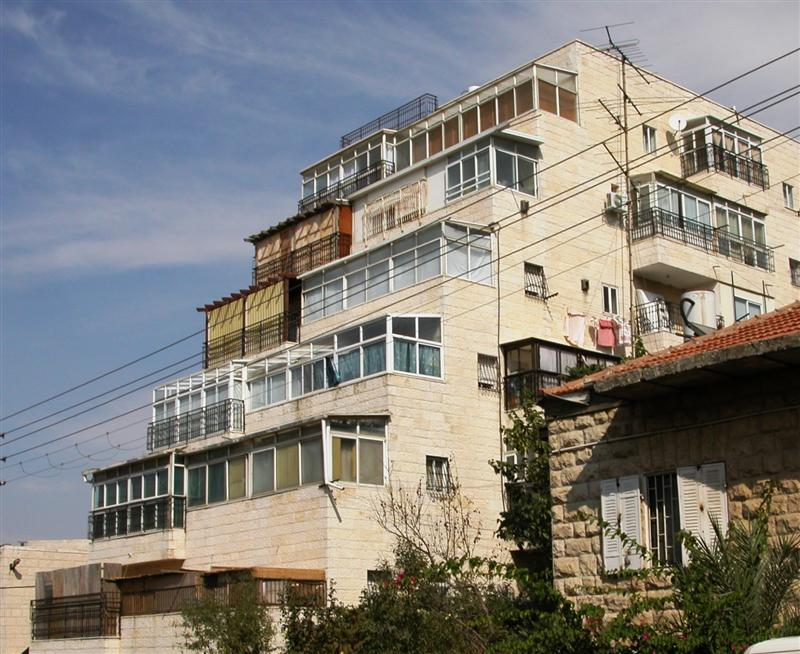
Speciální sukové balkóny u apartmánů v Jeruzalémě.

Suka má mít minimálně tři stěny, včetně části pro vchod, a její střechu tvoří schach, což je vrstva přírodního materiálu. Stěny by měly být dostatečně pevné, aby snesly sílu normálního větru. Lze je postavit z dřevěných prken, kamene, cihel nebo tyčí spojených plátnem, závěsem či jiným materiálem. Stěny se však nemusí stavět zvlášť pro suku. Všechny nebo alespoň některé mohou tvořit např. stěny domu, garáže, atd. Suka musí být tak veliká, aby v ní alespoň jeden člověk mohl pohodlně sedět a jíst. Minimální povolená výška činí deset dlaní (cca 3 stopy nebo 1 metr) a maximální dvacet loktů (cca 36 stop nebo 10 metrů). Co do zastavěné plochy žádná omezení nejsou. V Izraeli se zejména v kibucech a u hotelů stavějí suky úctyhodných rozměrů. V zastavěných čtvrtích se suky staví na balkonech, ale je třeba dbát na to, aby nad střechou suky nebyl další balkón. V takovém případě by nebyla splněna micva. Většina bytů ve čtvrtích zbožných židů má speciální sukové balkóny, které přes sebe vzájemně nepřečnívají. Z pohledu Halachy je však nejdůležitější zastřešení (schah).

### Střešní materiál

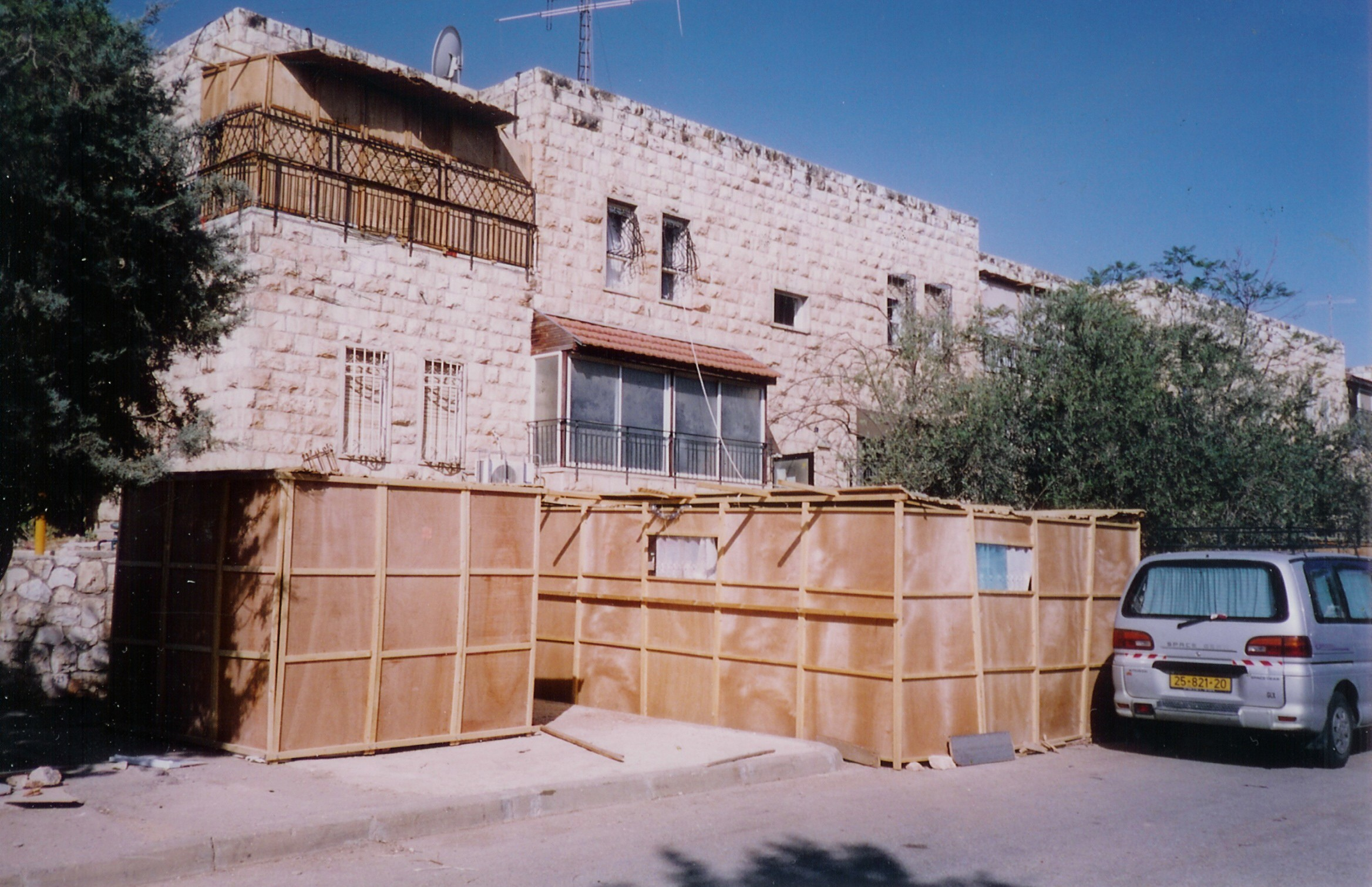
Suky v ulici Jeruzaléma a balkónové suky.

Střešní materiál (hebr. schach) musí být přírodní a podle Halachy musí vyrůstat ze země. Před použitím na zastřešení musí být odseknut nebo odřezán. Materiál na pokrytí střechy se liší v závislosti na klimatických podmínkách. Používají se však hlavně větve, listoví, sláma, bambus, etc. V teplých oblastech např. středozemí a Izraele se používají palmové větve. Naopak v oblastech mírného podnebí se používají například větve z jehličnanů. Obecně platí, že větve by měly být položeny dost nahusto, aby skýtaly stín, zároveň však musí umožňovat pohled na hvězdy. Ty symbolizují „oblak Slávy“, který v jeden a týž okamžik zahaluje a zjevuje Boží přítomnost. Na stavbu střechy je však zakázáno vše co nesplňuje podmínku micvy a to např. látka, kůže, kov, kožešiny nebo hlavní větve.

### Dekorace

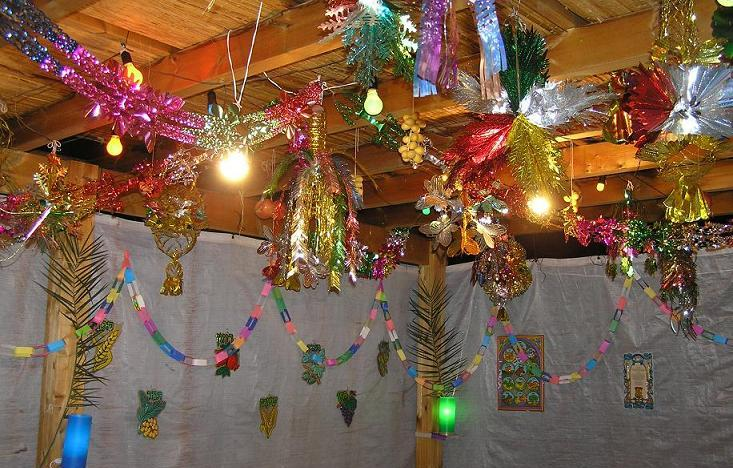
Vyzdobená suka.

Podle tradice se suka slavnostně vyzdobuje. Fantazii se přitom meze nekladou. Používá se ovoce, plody Izraele, čtyři druhy, barevné papírové ozdoby, speciálními obrázky či kresby (Jeruzaléma, Chrámu, slavných talmudských učenců, biblických motivů atd.), girlandy, pláštíky na Tóru, svatební baldachýny, vystřihovánky, ušpizin s formulace, které vítají slavnostní „hosty“, atd. Čím složitější, tím lepší. Pro děti skýtá výzdoba suky možnost, jak se vyřádit a oblíbit si svátek Sukot.

## Ušpizin
Jako ušpizin se nazývá sedm „svatých hostů“, které pán domu (ba'al ha-bajit) tradičně vítá o svátku Sukot. Tato myšlenka se zakládá na zákoně o pohostinnosti (hachnasat orchim), který dodržoval Abrahám. Když se vejde do suky, je zvykem odříkat speciální formuli, která zve patriarchy a čtyři další biblické osobnosti, aby se duchovně zúčastnili rodinné oslavy svátku. V současné době věší často zbožní židé do suky nástěnné desky a schémata znázorňující ušpizin i s textem předepsaného „uvítání“. Všechny tyto „svaté hosty“ spojuje skutečnost, že část svého života strávili putováním bez jistoty přístřešku. Přicházejí v následujícím pořadí:
- Abrahám - odešel z rodné země veden Božím slovem do Zaslíbené země
- Izák - závistivími Kenaanci byl zatlačen do pouště
- Jákob - utíkal před svým bratrem Ezauem
- Josef - byl prodán do otroctví
- Mojžíš - putoval 40 let pouští
- Áron - putoval 40 let pouští
- David - skrýval se na poušti před králem Saulem

Stejně jako jindy v roce, tak i během svátku Sukot se dbá na pohostinnost a do suky se lidé snaží zvát hosty. Kromě rodinných příslušníků a přátel i ty, kteří z různých důvodů nemají vlastní suku.